# موراي هورويتز
موراي هورويتز (بالإنجليزية: Murray Horwitz)‏ هو كاتب مسرحي وشاعر أمريكي، ولد في 28 سبتمبر 1949 في دايتون في الولايات المتحدة.

## وصلات خارجية
- موراي هورويتز على موقع ميوزك برينز (الإنجليزية)
- موراي هورويتز على موقع قاعدة بيانات برودواي على الإنترنت (الإنجليزية)